# 頭前庄站
25°02′21″N 121°27′38″E / 25.03917°N 121.46056°E
頭前庄站位於臺灣新北市新莊區，為台北捷運中和新蘆線（新莊線）與環狀線第一階段交會的捷運車站。

## 車站概要
車站位於新莊中正路與思源路口，新莊線之地下捷運站體位於新莊中正路上，環狀線站體位於思源路上，車站編號的部分，中和新蘆線為O17，環狀線為Y18，本站同景安站可進行站內轉乘。
本站站名源自當地地名頭前，台灣清治末期至日治前期，頭前地區為一街庄，稱為「頭前庄」。

## 車站構造
為高架與地下交會車站，共計四座出口，有原中和新蘆線的三座地下出入口，及高架環狀線的一座出口。本站之中和新蘆線地下車站另有設置民防設施。
由於本站站體位於思源路東側，因此一併新建連接思源路西側的人行地下道，並與捷運站連通。

### 車站樓層
|           |                    |                                           |
| 地上 四樓 | 天橋層             | 月台連絡天橋                              |
| 地上 三樓 | 月台層 （接1月台） | 洗手間（付費區內）                        |
| 地上 三樓 | 側式月台，右側開門 |                                           |
| 地上 三樓 | 一月台             | ← 環狀線 往新北產業園區方向（Y19 幸福站） |
| 地上 三樓 | 二月台             | 環狀線 往大坪林方向（Y17 新埔民生站）→    |
| 地上 三樓 | 側式月台，右側開門 |                                           |

| 地面      | 大廳層             | 出入口、車站大廳、詢問處、自動售票機、驗票閘門 洗手間（付費區內）       |
| 地下 一樓 | 大廳層             | 車站大廳、詢問處、自動售票機、驗票閘門 販賣店、洗手間（付費區內外均有） |
| 地下 一樓 | 大廳層             |                                                                         |
| 地下 二樓 | 一月台             | ← 中和新蘆線 往迴龍方向（O18 新莊站）                                   |
| 地下 二樓 | 島式月台，左側開門 |                                                                         |
| 地下 二樓 | 二月台             | 中和新蘆線 往南勢角方向（O16 先嗇宮站）→                                |

### 車站出口
出口1、2位於車站南端，出口3、4位於車站北端，出口1設置坡道。
| 出入口               | 圖片            | 位置                                     |
| -------------------- | --------------- | ---------------------------------------- |
| 出入口1              |                 | 思源路(機車停車場，台北醫院）            |
| 出入口2 · 設有手扶梯 | 環狀線通車前    | 大漢橋（德國福斯汽車旗艦展示中心）       |
| 出入口3 · 設有手扶梯 |                 | 金陵女中（IKEA，家樂福重新店）           |
| 出入口3 · 設有手扶梯 |                 | 金陵女中（IKEA，家樂福重新店）           |
| 出入口4 · 設有手扶梯 |                 | 化成路（日本Uniqlo，保時捷經銷服務中心） |
| 出入口4 · 設有手扶梯 |                 | 化成路（日本Uniqlo，保時捷經銷服務中心） |
| 出入口4 · 設有手扶梯 | 註： 設有手扶梯 | 化成路（日本Uniqlo，保時捷經銷服務中心） |

連接出口1與新莊線大廳層的通道於新莊線通車時與其他出口無異，環狀線通車後，出口1作為兩線之間的共同出入口，原通道劃入付費區，並將出口1向北面遷移及設置兩線共用大廳。乘客如在新莊線大廳層非付費區前往出口1，需經由連通本站及橫跨思源路的人行地下道前往。

## 歷史
- 2012年1月5日：新莊線頭前庄站隨著新莊線「輔大－大橋頭」段正式通車而啟用[7]（p. 230）[8][9]。
- 2013年6月29日：新莊線全線通車至迴龍站[7]（p. 230）。
- 2019年10月25日：臺北市政府辦理環狀線第一階段初勘作業。
- 2020年1月5日：交通部辦理環狀線第一階段履勘作業。
- 2020年1月19日：隨環狀線試營運[10][11]，1號出口動線正式調整至環狀線車站內。
- 2020年1月31日：環狀線頭前庄站隨著環狀線「新北產業園區—大坪林」段正式通車而啟用[1][2][3]。
- 2023年1月31日：環狀線西環段（新北產業園區站-大坪林站）交回新北捷運公司營運[12]。

## 利用狀況

### 中和新蘆線
根據2024年12月資料，本站每日旅運量約為45,514，在台北捷運各站中排行第41名。
| 年   | 年間      | 年間      | 年間      | 年間   | 單日平均 | 單日平均 |
| 年   | 上車      | 下車      | 上下車計  | 來源   | 上車     | 上下車   |
| ---- | --------- | --------- | --------- | ------ | -------- | -------- |
| 2012 | 1,271,735 | 1,276,754 | 2,548,489 | [ 13 ] | 3,513    | 7,040    |
| 2013 | 1,588,961 | 1,579,076 | 3,168,037 | [ 13 ] | 4,353    | 8,680    |
| 2014 | 1,759,182 | 1,626,017 | 3,385,199 | [ 13 ] | 4,820    | 9,275    |
| 2015 | 1,744,543 | 1,552,628 | 3,297,171 | [ 13 ] | 4,780    | 9,033    |
| 2016 | 1,795,640 | 1,571,903 | 3,367,543 | [ 13 ] | 4,906    | 9,201    |
| 2017 | 1,731,437 | 1,549,548 | 3,280,985 | [ 13 ] | 4,744    | 8,989    |
| 2018 | 1,788,879 | 1,624,481 | 3,413,360 | [ 13 ] | 4,901    | 9,352    |
| 2019 | 1,918,325 | 1,767,259 | 3,685,584 | [ 13 ] | 5,256    | 10,097   |
| 2020 | 1,313,333 | 1,415,892 | 2,729,225 | [ 13 ] | 3,598    | 7,477    |
| 2021 | 935,302   | 1,140,543 | 2,075,845 | [ 13 ] | 2,562    | 5,687    |
| 2022 | 1,012,695 | 1,272,832 | 2,285,527 | [ 13 ] | 2,774    | 6,261    |

### 環狀線
| 年   | 年間    | 年間    | 年間      | 年間   | 單日平均 | 單日平均 |
| 年   | 上車    | 下車    | 上下車計  | 來源   | 上車     | 上下車   |
| ---- | ------- | ------- | --------- | ------ | -------- | -------- |
| 2020 | 713,477 | 483,591 | 1,197,068 | [ 13 ] | 2,050    | 3,439    |
| 2021 | 655,671 | 387,213 | 1,042,884 | [ 13 ] | 1.796    | 2,857    |
| 2022 | 733,871 | 436,942 | 1,170,813 | [ 13 ] | 2,010    | 3,207    |

## 車站周邊
- 衛生福利部臺北醫院
- 新北市公共自行車租賃系統
  - 捷運頭前庄站（1號出口）
  - 中正思源路口（東北側）
  - 中正思源路口（西南側）
- 新莊保元宮
- 新莊地藏庵
- 新莊協聖宮
- 貓頭鷹圖書館
- 金陵女中
- UNIQLO新莊店
- 宜家家居新莊店
- 家樂福重新店

## 公車資訊
站牌名為《捷運頭前庄站》、《捷運頭前庄站（思源路）》
| 編號         | 經營業者             | 區間                           | 備註                                                                    |
| ------------ | -------------------- | ------------------------------ | ----------------------------------------------------------------------- |
| 99           | 台北客運、首都客運   | 板橋－新莊                     | 屬於新北市區公車。 僅停靠 捷運頭前庄站（思源路）站牌                    |
| 111          | 三重客運             | 新莊－陽明山第二停車場         | 例假日行駛。 僅停靠 捷運頭前庄站站牌                                    |
| 235          | 首都客運             | 新莊－國父紀念館               | 僅停靠 捷運頭前庄站站牌                                                 |
| 257          | 大有巴士             | 新莊聯合辦公大樓－南港花園社區 |                                                                         |
| 513          | 三重客運             | 捷運輔大站－捷運台大醫院站     | 僅停靠 捷運頭前庄站站牌                                                 |
| 635          | 三重客運             | 迴龍－台北                     | 屬於新北市區公車。 僅停靠 捷運頭前庄站站牌                              |
| 636          | 三重客運             | 迴龍－捷運中山站               | 屬於新北市區公車。 僅停靠 捷運頭前庄站站牌                              |
| 637          | 三重客運             | 五股－台北                     | 屬於新北市區公車。 僅停靠 捷運頭前庄站站牌                              |
| 638          | 三重客運             | 五股－捷運南京復興站           | 屬於新北市區公車。 僅停靠 捷運頭前庄站站牌                              |
| 639          | 三重客運             | 樹林－北門                     | 屬於新北市區公車。 僅停靠 捷運頭前庄站站牌                              |
| 663          | 首都客運             | 新莊－國父紀念館               | 僅停靠 捷運頭前庄站站牌                                                 |
| 783          | 三重客運             | 五股－台北                     | 屬於新北市區公車。 僅停靠 捷運頭前庄站站牌                              |
| 797          | 指南客運             | 五股－臺北                     | 屬於新北市區公車。 僅停靠 捷運頭前庄站站牌                              |
| 799          | 指南客運             | 樹林－台北                     | 經大安路。 屬於新北市區公車。 僅停靠 捷運頭前庄站站牌                   |
| 801          | 指南客運             | 五股－松山機場                 | 直行五股成泰路、泰山明志路。 屬於新北市區公車。 僅停靠 捷運頭前庄站站牌 |
| 805          | 台北客運、三重客運   | 土城－五股                     | 屬於新北市區公車。 僅停靠 捷運頭前庄站（思源路）站牌                    |
| 806          | 台北客運、三重客運   | 板橋－蘆洲                     | 屬於新北市區公車。 僅停靠 捷運頭前庄站站牌                              |
| 813          | 指南客運、光華巴士   | 五股－中和                     | 屬於新北市區公車。 僅停靠 捷運頭前庄站（思源路）站牌                    |
| 813區間車    | 指南客運、光華巴士   | 中和－新莊聯合辦公大樓         | 屬於新北市區公車。 例假日停駛。 僅停靠 捷運頭前庄站（思源路）站牌       |
| 845          | 台北客運、首都客運   | 新莊－捷運新埔站               | 屬於新北市區公車。 僅停靠 捷運頭前庄站（思源路）站牌                    |
| 857          | 三重客運             | 淡海－板橋                     | 3段票收費 屬於新北市區公車。 僅停靠 捷運頭前庄站站牌                    |
| 918          | 指南客運、中興巴士   | 泰山－新店                     | 屬於新北市區公車。 僅停靠 捷運頭前庄站（思源路）站牌                    |
| 918區間車    | 中興巴士             | 泰山－板橋                     | 屬於新北市區公車。 僅停靠 捷運頭前庄站（思源路）站牌                    |
| 920          | 台北客運             | 林口－板橋                     | 屬於新北市區公車。 僅停靠 捷運頭前庄站（思源路）站牌                    |
| 920A         | 台北客運             | 林口－板橋                     | 往程不經龜山地區 屬於新北市區公車。 僅停靠 捷運頭前庄站（思源路）站牌   |
| 920副        | 台北客運             | 林口轉運站－板橋               | 屬於新北市區公車。 僅停靠 捷運頭前庄站（思源路）站牌                    |
| 982          | 首都客運、大都會客運 | 新莊－新店                     | 屬於新北市區公車。 僅停靠 捷運頭前庄站（思源路）站牌                    |
| 982 區間     | 首都客運、大都會客運 | 新莊－捷運新埔站               | 屬於新北市區公車。 僅停靠 捷運頭前庄站（思源路）站牌                    |
| 982 新埔直達 | 首都客運、大都會客運 | 新莊聯合辦公大樓－捷運新埔站   | 屬於新北市區公車。 僅停靠 捷運頭前庄站（思源路）站牌                    |
| 982 直達     | 首都客運、大都會客運 | 新莊聯合辦公大樓－捷運大坪林站 | 屬於新北市區公車。 僅停靠 捷運頭前庄站（思源路）站牌                    |
| 758          | 指南客運             | 五股－麟光                     | 原1503。 例假日停駛。 經信義路。 僅停靠 捷運頭前庄站站牌                |
| 藍2          | 首都客運             | 新莊－捷運臺大醫院站           | 屬於新北市區公車。 僅停靠 捷運頭前庄站站牌                              |
| 藍18         | 台北客運、首都客運   | 中和－新莊                     | 屬於新北市區公車。 僅停靠 捷運頭前庄站（思源路）站牌                    |
| 跳蛙公車     | 台北客運             | 林口－板橋                     | 屬於新北市區公車。 僅停靠 捷運頭前庄站（思源路）站牌                    |
| 跳蛙公車     | 中興巴士             | 泰山明日城－捷運頭前庄站       | 屬於新北市區公車。 僅停靠 捷運頭前庄站（思源路）站牌                    |
| F202         | 大洋通運             | 文藝中心－新莊高中             | 屬於新北市區免費公車。                                                  |
| 1070         | 台北客運、基隆客運   | 板橋－基隆                     | 屬於國道客運。 僅停靠 捷運頭前庄站站牌                                  |
| 1803         | 國光客運             | 基隆－中壢                     | 屬於國道客運。 僅停靠 捷運頭前庄站站牌                                  |

## 相片集

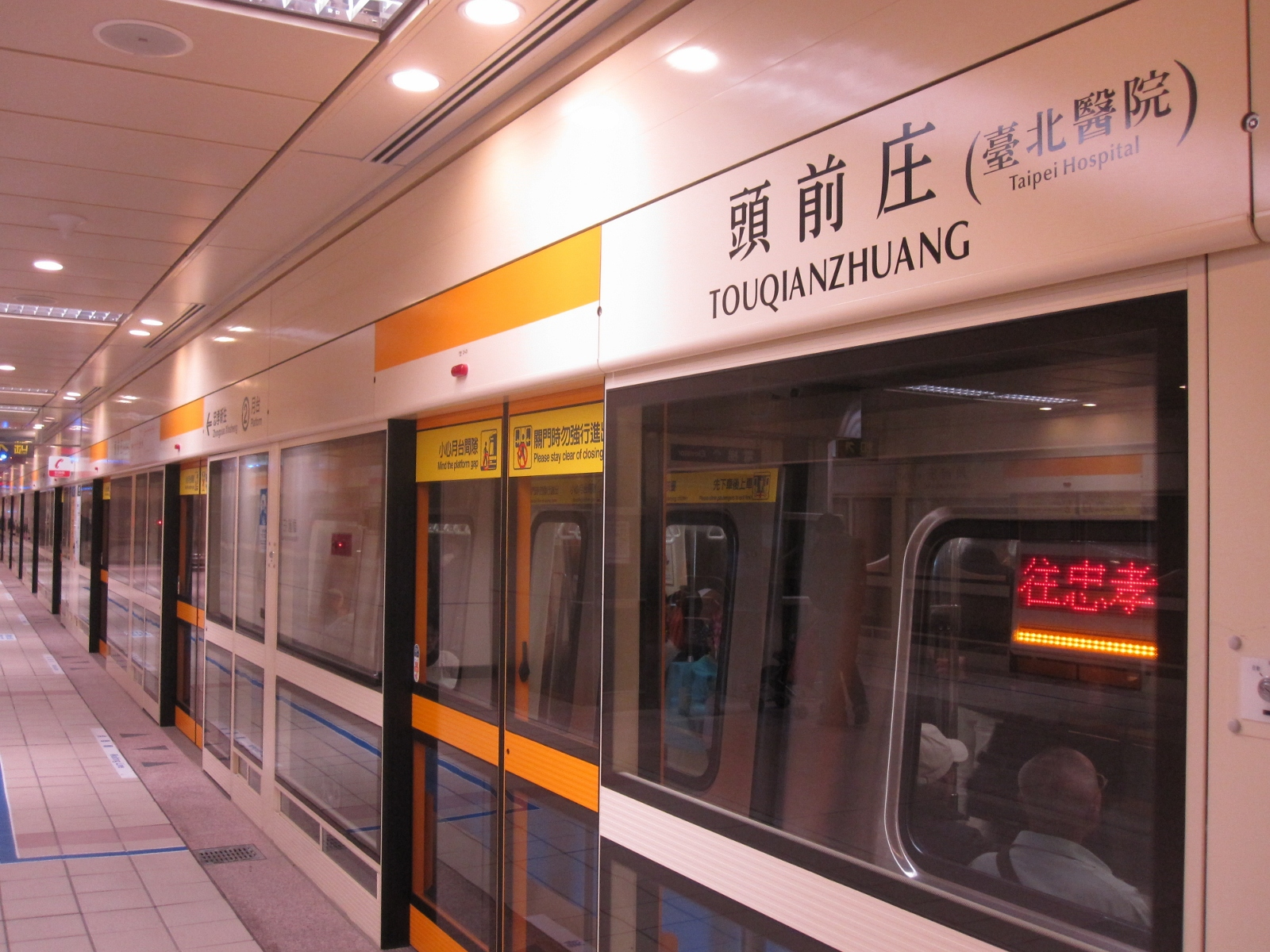
中和新蘆線二月台
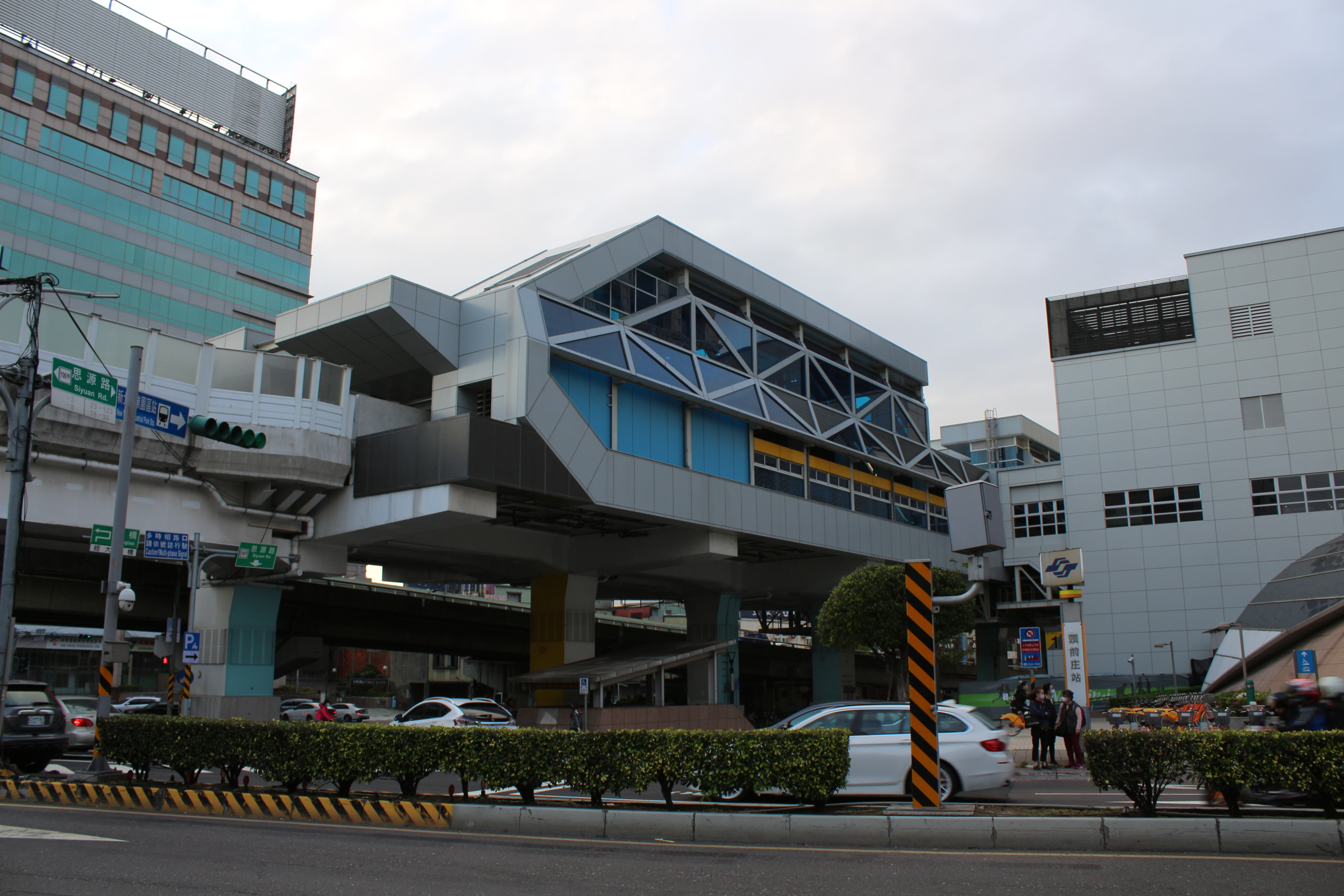
環狀線高架站體
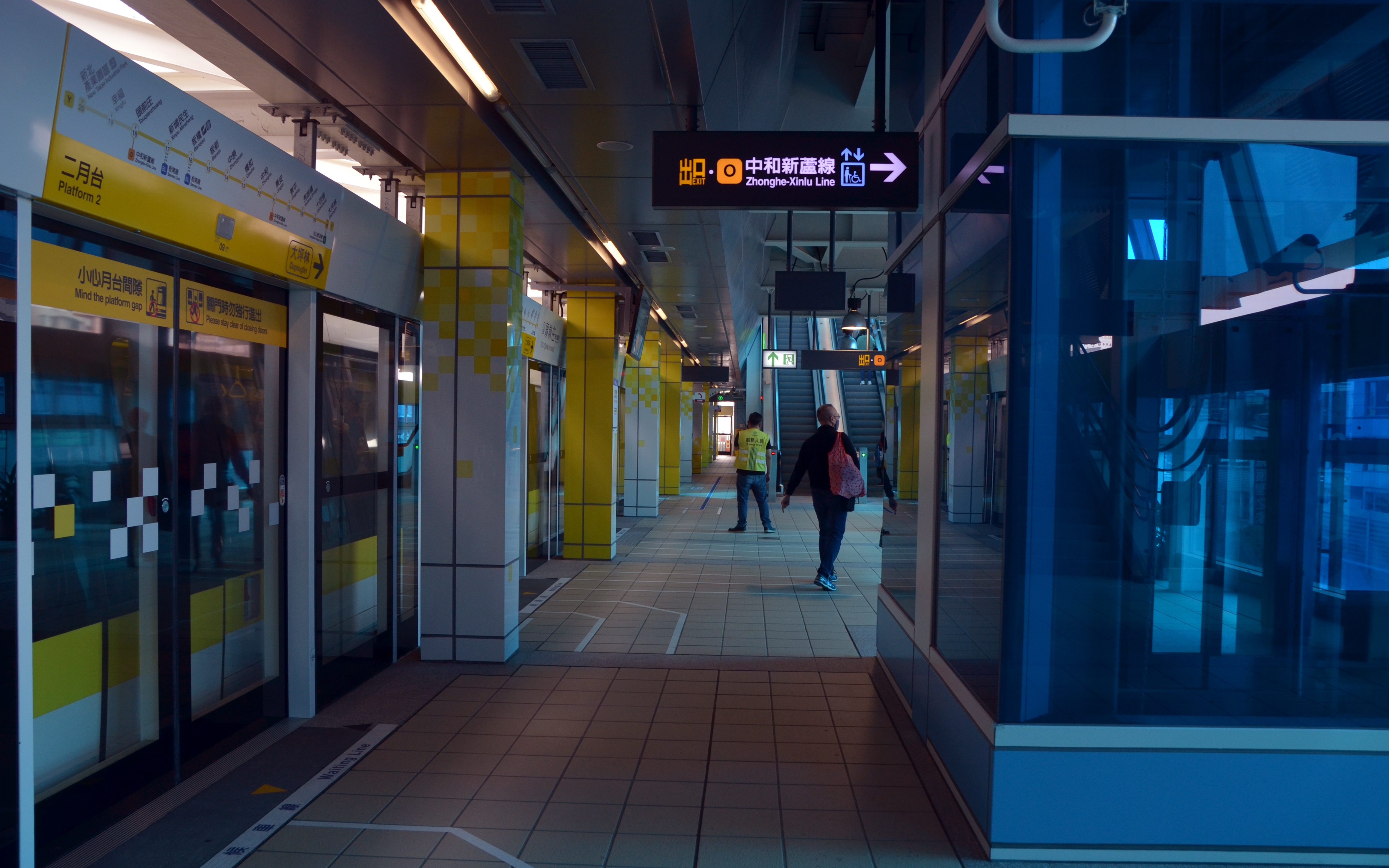
環狀線二月台
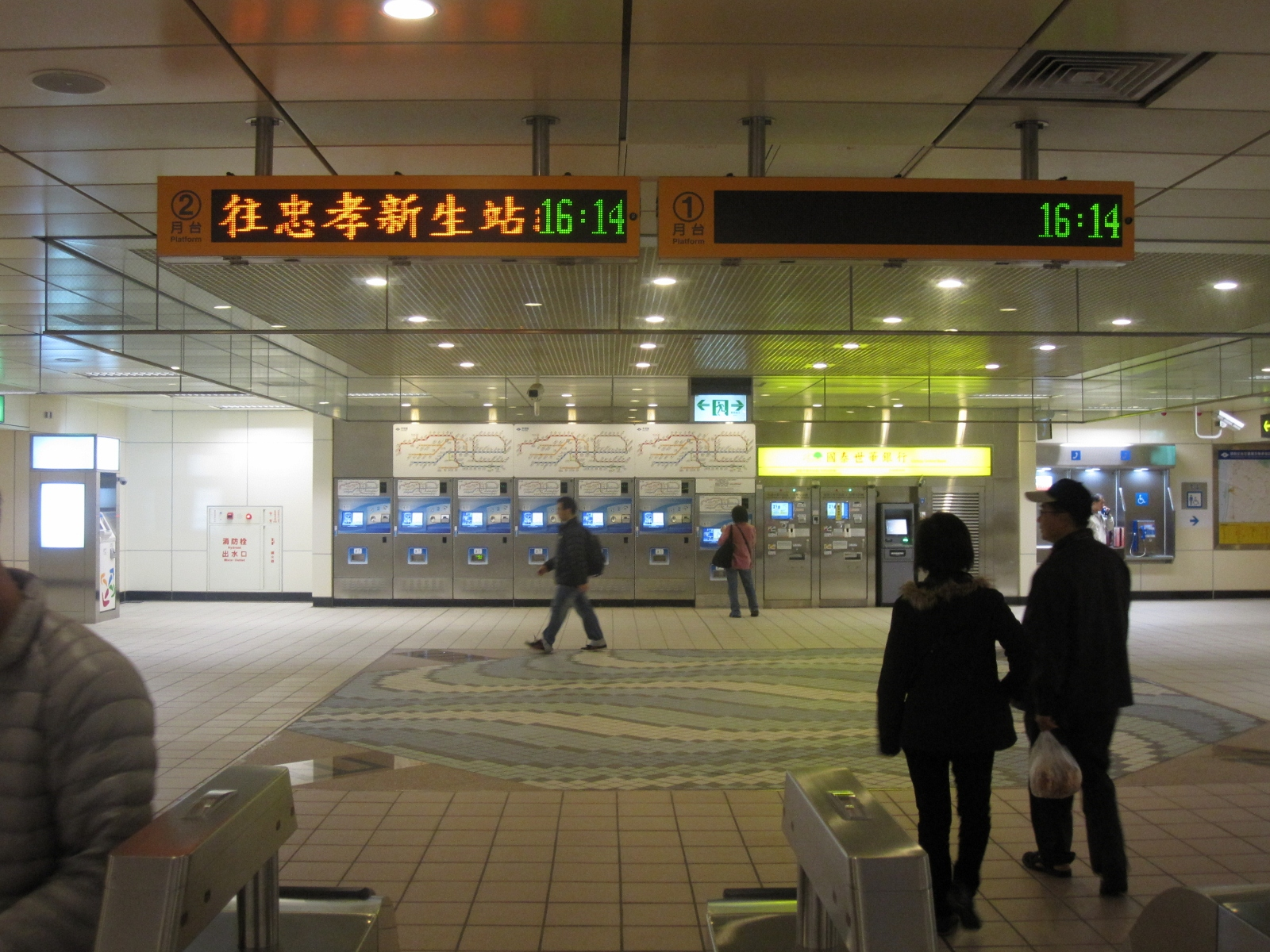
新莊線大廳層資訊看板
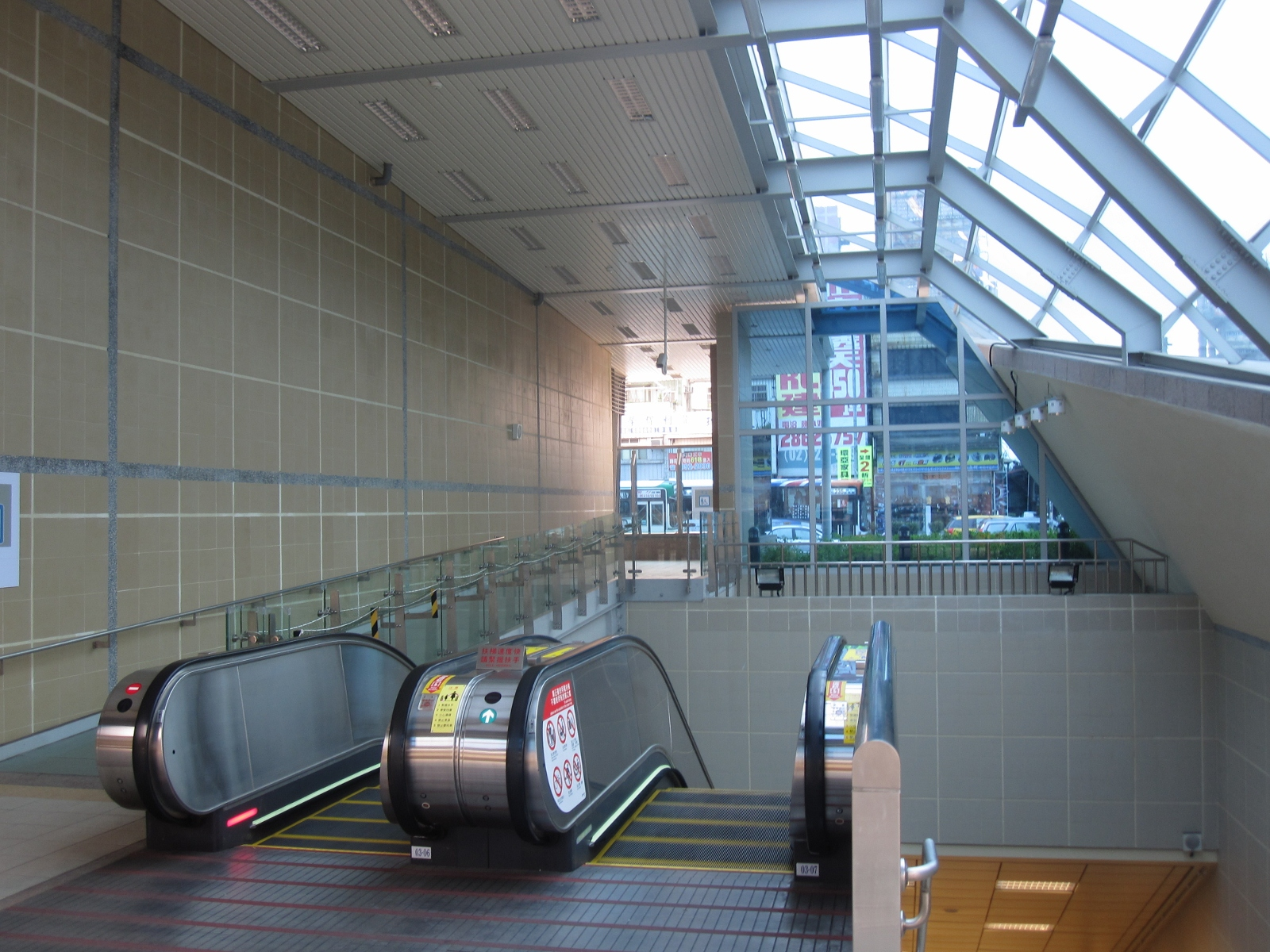
原一號出口通道 (已改建成轉乘通道)
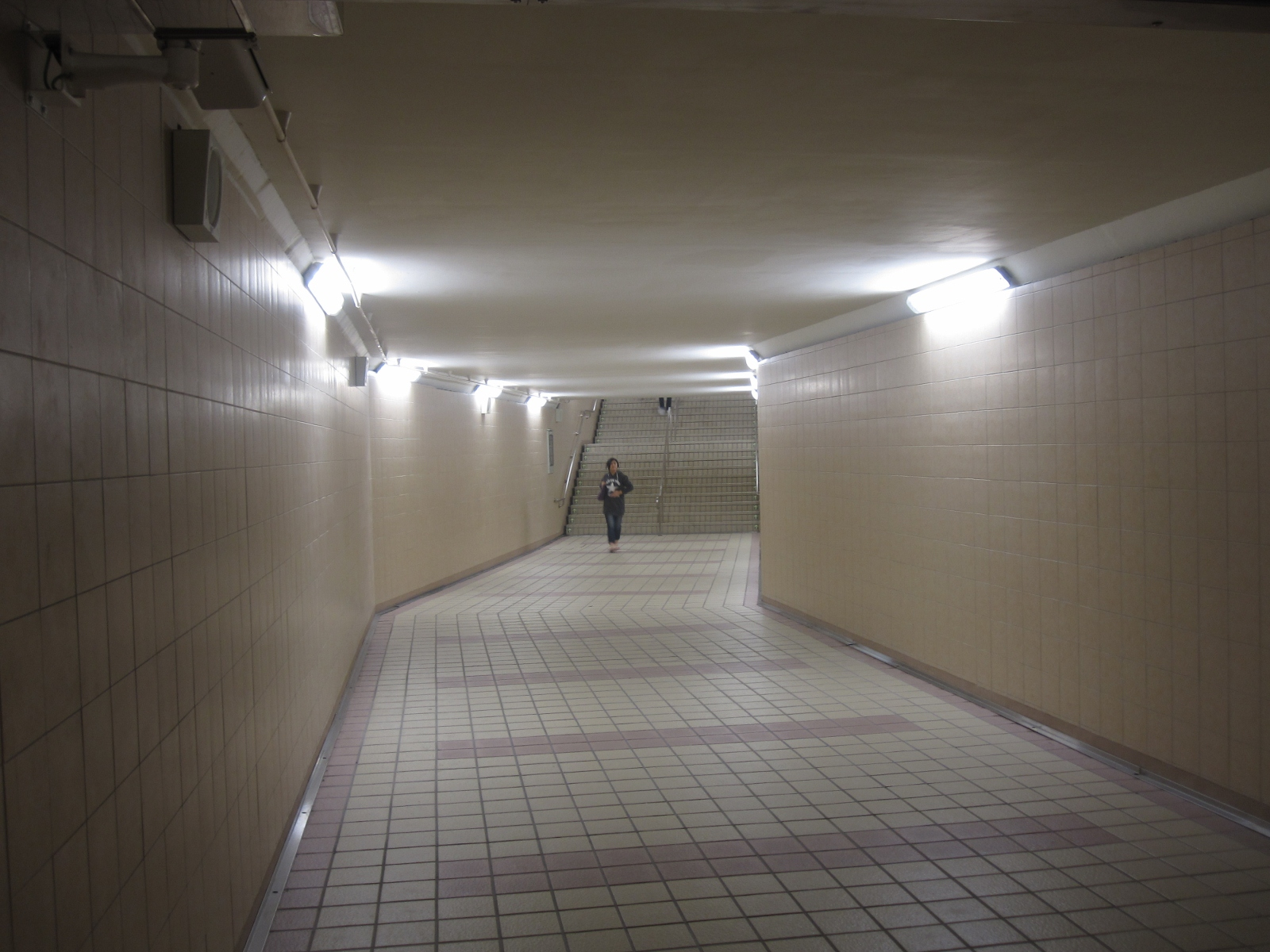
地下道
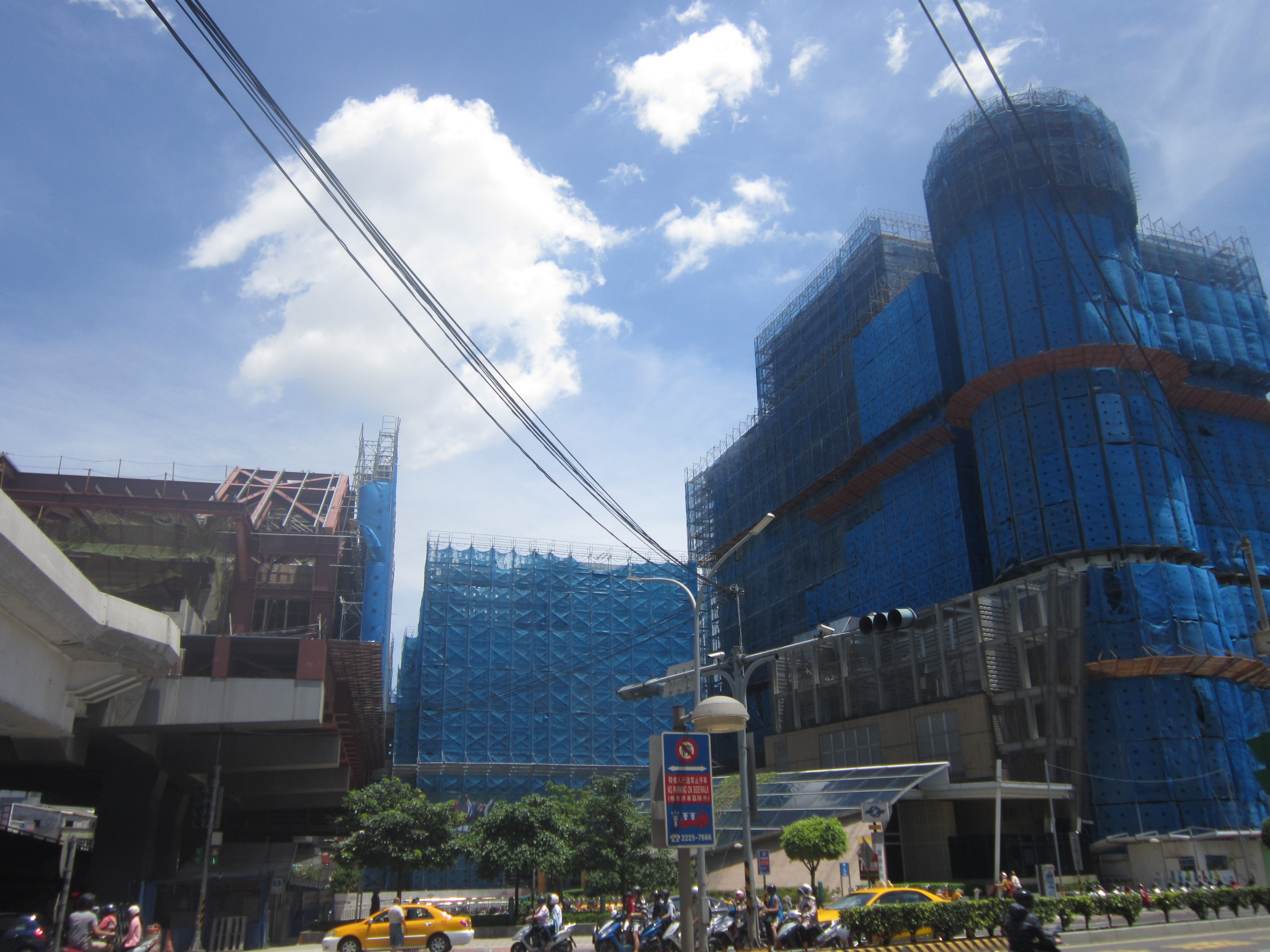
與環狀線共構的頭前庄站一號出口（2016年）
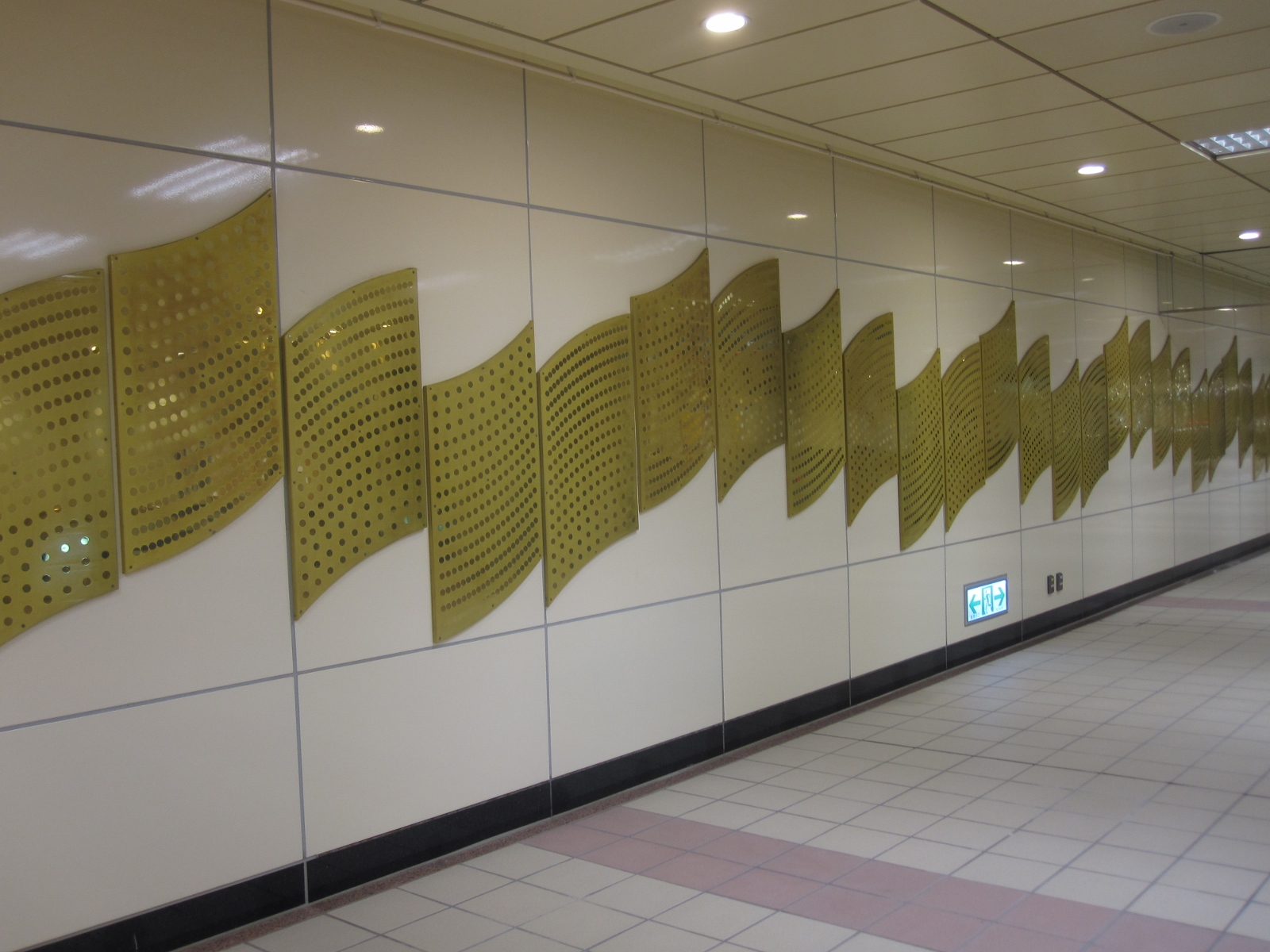
穿堂層公共藝術

## 腳註

### 來源資料
1. 1 2  . 卞金峰. 中央社. 2020-01-21  [2020-01-21]. （原始内容存档于2020-02-26）.
2. 1 2  捷運環狀線1/31通車 一張圖看懂哪8站可以轉乘 （页面存档备份，存于），自由時報，2020-01-21 16:49:13。
3. 1 2  新北環狀線 1月31日通車營運，新北環狀線免費試乘3日，吸引超過11萬人試乘 （页面存档备份，存于），翻爆，2020-01-24。
4. 1 2  . 臺北大眾捷運股份有限公司. 2021-01-15.
5. ↑  捷運車站建築設計後續路網新莊線-縣轄段各車站透視圖說明（页面存档备份，存于）
6. ↑  江宇.  (PDF). 捷運技術半年刊.   [2015-05-16]. （原始内容 (PDF)存档于2016-03-04）.
7. 1 2  徐榮崇. . 臺北市文獻委員會. 2015年12月  [2020-01-05]. ISBN 9789860469875. （原始内容存档于2020-12-07）.
8. ↑  台北大眾捷運股份有限公司─郝龍斌、朱立倫共同宣布捷運新莊線大橋頭站至輔大站將於元月5日正式通車，並比照蘆洲線模式，實施1個月的試乘優惠措施.臺北大眾捷運股份有限公司.2012-01-03 的存檔，存档日期2012-01-08.
9. ↑  新莊線5日下午2時通車 （页面存档备份，存于）.中央社即時新聞.2012-01-02
10. ↑  新北捷運環狀線 19日起免費試乘 （页面存档备份，存于），Yahoo奇摩新聞，2020年1月17日 上午2:26。
11. ↑  捷運新北環狀線 19日起免費試乘 （页面存档备份，存于），自由時報，2020-01-17 05:30:00。
12. ↑  葉德正、楊亞璇. . 中時新聞網. 2022-06-07  [2022-06-07]. （原始内容存档于2022-06-15） （中文）.
13. 1 2  . 臺北市交通統計資料庫查詢系統. 2021-02-04  [2022-06-25]. （原始内容存档于2020-11-28）.
14. ↑  營運天數348天(1/19-12/31)

## 外部連結
- 臺北大眾捷運股份有限公司 （页面存档备份，存于）
- 臺北市政府捷運工程局 （页面存档备份，存于）
- 頭前庄站位置圖（台北捷運公司） （页面存档备份，存于）
- 頭前庄站車站剖面相關位置圖（台北捷運公司） （页面存档备份，存于）
- 販賣店現況 （页面存档备份，存于）